# アトス・プーリェ
アトス・プーリェ（Ats Purje, 1985年8月3日）は、旧ソヴィエト連邦、エストニア、タリン出身のサッカー選手。ポジションはFW。

## 来歴
FCレバディア・マールドゥ（現FCレバディア・タリン）のユースチーム出身。2007年12月、FCレバディア・タリンからFCインテル・トゥルクに加入した。キプロスのAEパフォス、エスニコス・アフナス、フィンランドのKuPSを経て、2015年2月9日、ノーメ・カリュFCに加入した。2016年12月、KuPSに復帰
。

## 代表
2006年10月16日に行われたEURO2008予選のロシア代表戦で代表デビュー。代表では中盤を務めることもある。2008年8月20日に行われたマルタ代表との国際親善試合においては、自身代表戦初ゴールとなる、先制ゴールを決めるなどの活躍をみせ、試合の勝利に貢献した。

## 個人成績
| 年度    | クラブ                 | ディビジョン | 出場 | 得点 |
| ------- | ---------------------- | ------------ | ---- | ---- |
| 2003    | レバディア・マールドゥ | 1            | 11   | 4    |
| 2004    | FCレバディア・タリン   | 1            | 17   | 8    |
| 2005    | FCレバディア・タリン   | 1            | 12   | 4    |
| 2006    | FCレバディア・タリン   | 1            | 30   | 10   |
| 2007    | FCレバディア・タリン   | 1            | 16   | 7    |
| 2008    | FCインテル・トゥルク   | 1            | 19   | 7    |
| 2009    | FCインテル・トゥルク   | 1            | 21   | 4    |
| 2010–11 | AEP パフォスFC         | 1            | 26   | 5    |

## タイトル

### クラブ
FCレバディア・タリン
- メスタリリーガ：3回
  - 2004, 2006, 2007
- エストニア・カップ：3回
  - 2004, 2005, 2007

FCインテル・トゥルク
- ヴェイッカウスリーガ：1回
  - 2008
- フィンランドカップ：1回
  - 2009
- フィンランド・リーグカップ：1回
  - 2008

ノーメ・カリュFC
- エストニア・カップ：1回
  - 2015

### 個人
- ヴェイッカウスリーガ月間最優秀選手: 1 2008年5月